# ホンジュラスの国章
ホンジュラスの国章（ホンジュラスのこくしょう）は「ホンジュラス共和国、自由、主権、及び独立」の語句によって特徴付けられており、トップにはコルヌコピアと矢のキヴェール（矢筒）が、側面には落葉樹と、石灰岩の崖があり、フリーメイソンの目（プロビデンスの目）が中央に存在する。また、中央の金字塔の間にあるの火山は中米連邦を意味し、二つの塔は国家の防衛と独立を意味する。中央の三角形は自由と平等を意味する。紋章下部のオークと松および耕作道具は豊かな自然を意味している。
この国章は1825年に制定され、楕円形の内側に、中央の火山を挟み左右に城が描かれており、当時グアテマラ、ホンジュラス、エルサルバドル、ニカラグア、コスタリカからなる中米連邦におけるホンジュラス州と「州」を示していた。
1866年、楕円形型帯状内に金文字で「ホンジュラス共和国、自由、独立主権国、1821年9月15日」と「州から共和国」へと変わったことが示され、火山の上に昇る太陽が加えられた。
1935年に一部修正された後、現在まで使われている。ティブルシオ・カリアス・アンディノ大統領の統治下において、複数の矢、カリブ海側大西洋と太平洋にはさまれた地、右に3本の樫の木と左に3本の松の木、鉱山口に建物、ハンマーなど掘削用具が追加された。

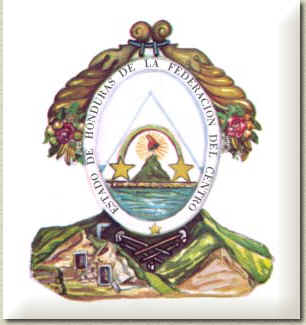
その他の国章